# Sylwester Cacek
Sylwester Eugeniusz Cacek (ur. 30 grudnia 1959) – polski przedsiębiorca, twórca i były właściciel grupy kapitałowej Dominet, prezes zarządu Sfinks Polska.

## Życiorys
W latach 80. pracował jako nauczyciel w szkole, a następnie przez sześć lat prowadził hufiec harcerski w Piasecznie. Jego pierwszym przedsięwzięciem był sklep z zabawkami w Górze Kalwarii.
W 2002 odkupił od Banku Handlowego i KGHM Polska Miedź Cuprum-Bank, wokół którego, po zmianie nazwy na Dominet Bank, stworzył grupę kapitałową. Od października do listopada 2002 członek rady nadzorczej delegowany do pełnienia obowiązków prezesa zarządu oraz w latach 2004–2005 wiceprezes zarządu tego banku. W październiku 2006 sprzedał 51 procent akcji Dominet belgijskiej grupie Fortis za ok. 500 mln złotych. W latach 2001–2002 pełnił funkcję przewodniczącego komitetu wykonawczego Konferencji Przedsiębiorstw Finansowych.
Od czerwca 2009 do kwietnia 2010, a następnie ponownie od sierpnia 2011 prezes Zarządu Sfinks Polska S.A., właściciela sieci restauracji Sphinx, Wook i Chłopskie Jadło. Wraz z żoną Dorotą posiada także udziały w polsko-kanadyjskiej firmie Helix BioPharma pracującej nad znalezieniem lekarstwa na raka płuc.
Od października 2005 współpracował m.in. z Polską Ligą Koszykówki, jako sponsor generalny rozgrywek koszykarzy o Mistrzostwo Polski.
18 czerwca 2007 stał się większościowym akcjonariuszem Klubu Sportowego Widzew Łódź SA., który przejął obowiązki dotychczas działającego Stowarzyszenia Widzew Łódź, co po 8 latach zakończyło się bankructwem klubu. 
Na przełomie 2008/2009 przejął od Mariusza Hermana spółkę Sportlive24, wydającą m.in. „Magazyn Futbol” i zainicjował krótkotrwałe czasopismo „Futbol News”.
W 2013 zajął 72. miejsce na liście najbogatszych Polaków z majątkiem szacowanym na 373 mln zł.